# یون

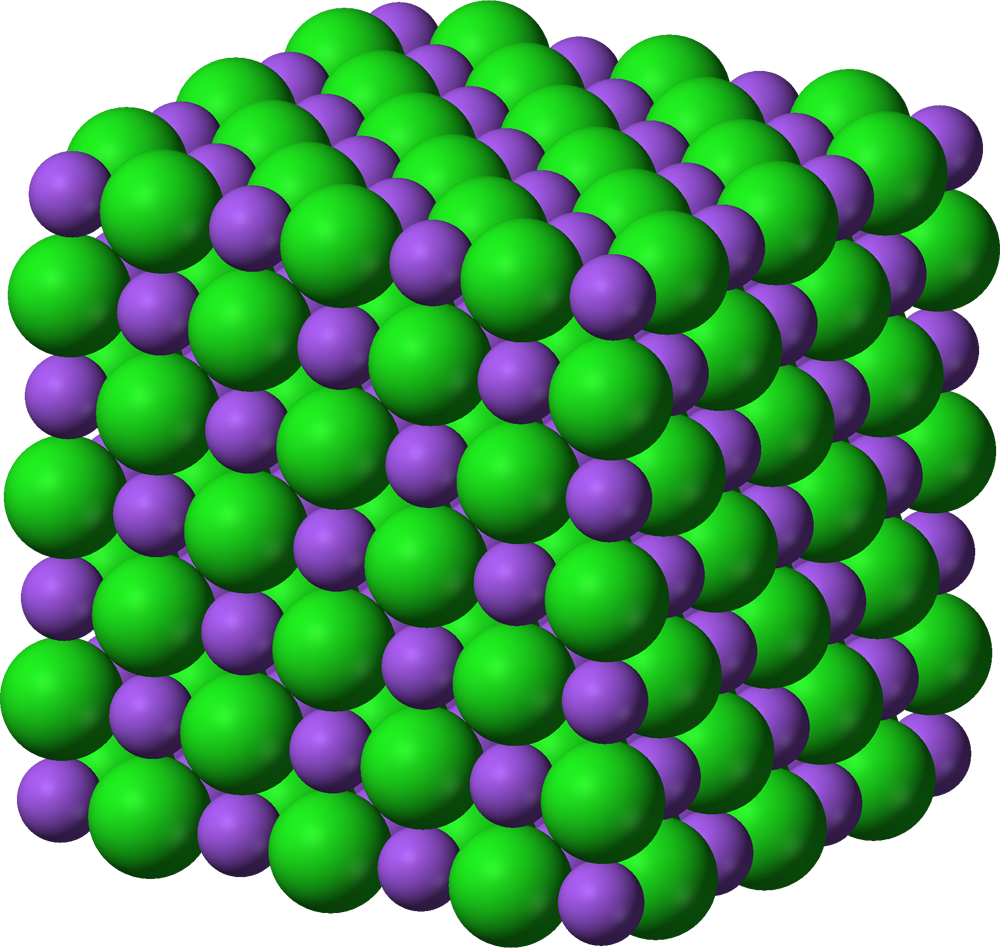
ساختار شبکه بلوری ترکیب سدیم کلرید(NaCl) که نمونه‌ای از یک ترکیب یونی است. در این نگاره گوی ارغوانی رنگ نمایانگرکاتیون‌های سدیم (Na^{+}) و گوی سبز نشان‌دهندهٔ آنیون‌های کلرید (Cl^{−})

یون (در فرانسوی: ion) به اتم یا مولکول‌هایی گفته می‌شود که بار الکتریکی اضافه یا کم داشته باشند و این بار می‌تواند منفی یا مثبت باشد.
نابرابری تعداد کل الکترون‌ها با پروتون‌ها، در یک اتم یا مولکول، به آن بار خالص مثبت یا بار خالص منفی الکتریکی می‌دهد. علت تبدیل اتم‌ها یا مولکول‌ها در یون توانایی اتم‌ها به گرفتن الکترون اضافی یا از دست دادن یک یا چند الکترون می‌باشد.
ترکیب‌های یونی شکننده هستند و در اثر ضربه خرد می‌شوند همچنین این مواد در حالت جامد رسانای جریان الکتریکی نیستند اما در بعضی از موارد، حالت ذوب یا محلول ترکیبات یونی می‌توانند رسانای الکتریکی باشد مانند محلول آب و نمک.
با استفاده از روش‌های فیزیکی یا شیمیایی، از طریق یونیزاسیون می‌توان این پدیده را ایجاد کرد. از نگاه فیزیکی، یونی که از یک اتم تشکیل شده باشد یون اتمی یا یون تک اتمی (مونواتمیک) نامیده می‌شود، و اگر آن یون از دو یا چند اتم تشکیل شده باشد، آن را یک یون مولکولی یا یون چنداتمی (پلی‌اتمیک) می‌گویند. از نگاه شیمیایی، اگر یک اتم خنثی، یک یا چند الکترون خود را از دست بدهد، دارای بار خالص مثبت و به عنوان یک کاتیون شناخته می‌شود، و برعکس؛ اگر یک اتم خنثی الکترون بیشتری به دست آورد، دارای بار خالص منفی و به عنوان یک آنیون شناخته می‌شود؛ بنابراین:
- کاتیون: یونی است که بار مثبت دارد.
- آنیون: یونی است که بار منفی دارد.

بین ۲ ماده با بارهای هم‌نام، نیروی رانش ایجاد می‌شود و برعکس؛ بین ۲ ناهم‌نام ربایش بوجود می‌آید.

به سبب ناهمگونی بار الکتریکی خود، کاتیون‌ها و آنیون‌ها یکدیگر را به آسانی جذب و تشکیل ترکیبات یونی مانند نمک را ممکن می‌سازند: (ویژگی‌های بار الکتریکی در رابطه با نیروی «رانش و ربایش» را ببینید).
در مورد یونیزاسیون فیزیکی یک رسانه (واسطه)، مانند یک گاز، آنچه به عنوان «جفت یون» شناخته شده توسط تأثیر یون ایجاد می‌شود، و هر جفت شامل یک الکترون آزاد و یک یون مثبت است.

## انرژی یونیزاسیون
برای یونیزاسیون باید انرژی برابر با مقدار انرژی بستگی در اتم به بار الکتریکی اول وارد شود تا الکترون خارج گردد.
| عدد اتمی | نام عنصر | انرژی اول | انرژی دوم | انرژی سوم | انرژی چهارم | انرژی پنجم |
| -------- | -------- | --------- | --------- | --------- | ----------- | ---------- |
| ۱        | هیدروژن  | ۳۱۴       |           |           |             |            |
| ۲        | هلیوم    | ۵۶۷       | ۱۲۵۴      |           |             |            |
| ۳        | لیتیم    | ۱۲۵       | ۱۷۴۳      | ۲۸۲۲      |             |            |
| ۴        | برلیم    | ۲۱۴       | ۴۲۰       | ۳۵۵۰      | ۵۰۲۰        |            |
| ۵        | بور      | ۱۹۱       | ۵۷۹       | ۸۷۴       | ۵۹۸۲        | ۷۸۴۵       |

## روش‌های یونیزاسیون
برای یونیزاسیون باید انرژی به نحوی باعث خارج یا وارد شدن الکترون شود و حالا می‌تواند این با فوتون، جریان‌های الکتریکی، گرما و… باشد. تشعشع گاما به دلیل طول موج پایین و انرژی زیاد می‌تواند برای این کار مناسب تر از دیگر تشعشعات باشد.

## یون‌های رایج
| نکته مهم: کاتیون‌های عناصر واسطه اگر زیرلایه d ناقص داشته باشند رنگی اند. | نام    | فرمول   | نام تاریخی |
| کاتیون‌های ساده                                                           |        |         |            |
| آلومینیوم                                                                | Al3+   |         |            |
| کلسیم                                                                    | Ca2+   |         |            |
| مس(II)                                                                   | Cu2+   | کوپریک  |            |
| هیدروژن                                                                  | H+     |         |            |
| آهن(II)                                                                  | Fe2+   | فرو     |            |
| آهن(III)                                                                 | Fe3+   | فریک    |            |
| منیزیم                                                                   | Mg2+   |         |            |
| جیوه(II)                                                                 | Hg2+   | مرکوریک |            |
| پتاسیم                                                                   | K+     | کالیک   |            |
| نقره                                                                     | Ag+    |         |            |
| سدیم                                                                     | Na+    | ناتریک  |            |
| کاتیون‌های چند اتمی                                                       |        |         |            |
| آمونیوم                                                                  | NH+ ۴  |         |            |
| هیدرونیوم                                                                | H3O+   |         |            |
| جیوه(I)                                                                  | Hg۲+ ۲ | مرکوروس |            |

| نام فرمول                   | فرمول         | نام دیگر      |
| آنیون‌های ساده               | آنیون‌های ساده | آنیون‌های ساده |
| --------------------------- | ------------- | ------------- |
| کلرید                       | Cl−           |               |
| فلوئورید                    | F−            |               |
| برمید                       | Br−           |               |
| اکسید                       | O2−           |               |
| اکسانیون‌ها                  |               |               |
| کربنات                      | CO۲− ۳        |               |
| هیدروژن کربنات              | HCO− ۳        | بی‌کربنات      |
| هیدروکسید                   | OH−           |               |
| نیترات                      | NO− ۳         |               |
| فسفات                       | PO۳− ۴        |               |
| سولفات                      | SO۲− ۴        |               |
| آنیون‌های از اسیدهای ارگانیک |               |               |
| استات                       | CH 3COO−      | استاتین       |
| فرمات                       | HCOO−         | متائونات      |
| اگزالات                     | C 2O۲- ۴      | استونات       |
| سیانید                      | CN−           |               |

## کاربردهای مواد یونیزه
مواد یونیزه تاکنون به دلیل خواص شگفت انگیزشان کاربردهای فراوانی یافته‌اند. ازجمله:
۱-فضاپیمای یونی
۲-رایانه‌های کوانتمی
۳-قرار دادن ستارگان متغیر در نمودار H-R یا هرتروسپرگ-راسل
1. داروسازی (ساخت قرص‌های آهن)
2. فناوری نانو
3. کمربند ون آلن در زمین و لوله‌های موسوم به خرمن در خورشید[۷]
4. باریکه‌های یونی پدیده‌های تازه‌ای هستند که کاربردهای آن بسیار است از این کاربردها می‌توان در رادیو-تلویزیون، بیوفیزیک، تکنولوژی چیپها، میکروسکوپ هسته‌ای، میکروفوتونیک، شتابدهنده‌ها و سلاح‌ها اشاره کرد.[۳]

## یون تماشاگر
یونی که طی یک واکنش آبی در محیط وجود دارد ولی در واکنش شرکت نمی‌کند.

## یون‌های دوقطبی (Zweitterion)
حالتی از آمینواسید که در اثر خنثی شدن درونی پدید آید، پروتون گروه COOH- که حالت اسیدی دارد به گروه NH2- که حالت بازی دارد منتقل می‌شود و گروه‌های -COO-و +NH3- به وجود می‌آیند.